# Museo archeologico nazionale di Spoleto
Il Museo archeologico nazionale di Spoleto è un museo statale italiano, sito all'interno del Complesso monumentale di Sant'Agata a Spoleto
Dal dicembre 2014 il Ministero per i beni e le attività culturali lo gestisce tramite il Polo museale dell'Umbria, nel dicembre 2019 divenuto Direzione regionale Musei.

## Il museo
Si compone di 4 livelli: piano terra, piano primo, piano secondo, piano terzo. Il percorso espositivo si sviluppa su due piani (primo e terzo) e termina con la visita al Teatro romano. 
La collezione comprende elementi che abbracciano il periodo dal IV millennio a.C. al IV secolo d.C.

### Primo piano
Il primo piano ospita cinque sale che affacciano su un loggiato. Vi sono esposti reperti che provengono da campagne di scavo condotte nella grotta di Pian delle Rotte, nei pressi di Campello sul Clitunno, e nella zona della Rocca Albornoziana precedentemente custoditi all'interno del Museo civico. Busti, iscrizioni, vasi, bronzetti votivi, corredi funerari ecc. documentano le fasi storiche degli insediamenti sul colle Sant'Elia: la fine del II millennio a.C. è attestata anche da reperti provenienti da scavi recenti (1982, 2008 e 2011) condotti a Piazza d'Armi; è stata scoperta un'estesa necropoli ricca di sepolture infantili, insolitamente corredate di armi, in genere riservate agli adulti guerrieri. 
Il sito è ancora da esplorare completamente; i ricchi corredi rinvenuti, dopo un adeguato restauro, sono stati presentati nelle sale del museo nel settembre 2013, nell'ambito delle mostre intitolate: "I piccoli principi di Spoleto. Sepolture infantili dalla necropoli di Piazza d'Armi" "Gli scettri del re. Insegne di potere nella Spoleto preromana".
La storia della città giunge alla fase della colonia latina, fondata nel 241 a.C., attraverso iscrizioni, ex voto e terrecotte architettoniche d'arredo in alcune chiese. Qui sono conservati i due cippi in calcare risalenti al III secolo a.C., noti come lex luci spoletina, primo esempio di norma forestale scritta in latino arcaico, a tutela dei boschi sacri dedicati a Giove. La fase municipale, 90 a.C., è illustrata da iscrizioni monumentali, frammenti di grandi statue onorarie, intonaci decorati e frammenti di mosaico.
Al secondo piano si trova la sala delle mostre temporanee.

### Terzo piano
Ospita la sala conferenze e due sale espositive. Qui sono visibili reperti provenienti dalla Valnerina, area in stretti rapporti culturali con Spoleto, già in antichità: cinerari provenienti dalla necropoli di Monteleone di Spoleto, reperti dai santuari di Monteleone di Spoleto e di Montefranco, corredi funebri dalla necropoli greca e romana di Norcia. Ancora dalle stesse zone provengono alcuni dei reperti della collezione Canzio Sapori, medico spoletino deceduto nel 2002, che ha donato allo Stato la propria raccolta: reperti della Grotta di Castel San Felice del VII secolo a.C., cinerario della frazione Ponte (Cerreto di Spoleto), corredo funerario dalla necropoli di Colfiorito, oggetti metallici da Colle del Capitano di Monteleone di Spoleto, bronzetti e ossi lavorati provenienti da Abeto di Preci. Nel 2003 la sala è stata denominata Sala Canzio Sapori. 
Nella sezione dedicata all'illustrazione del Teatro romano sono esposte le sculture rinvenute durante gli scavi degli anni cinquanta, ritratti dal I al III secolo, tra cui uno di Augusto e uno di Giulio Cesare. Di grande interesse una statua di Aura rilavorata in età romana per rappresentare Venere e recentemente riconosciuta come un originale marmoreo greco del V secolo a.C.

## Galleria d’immagini

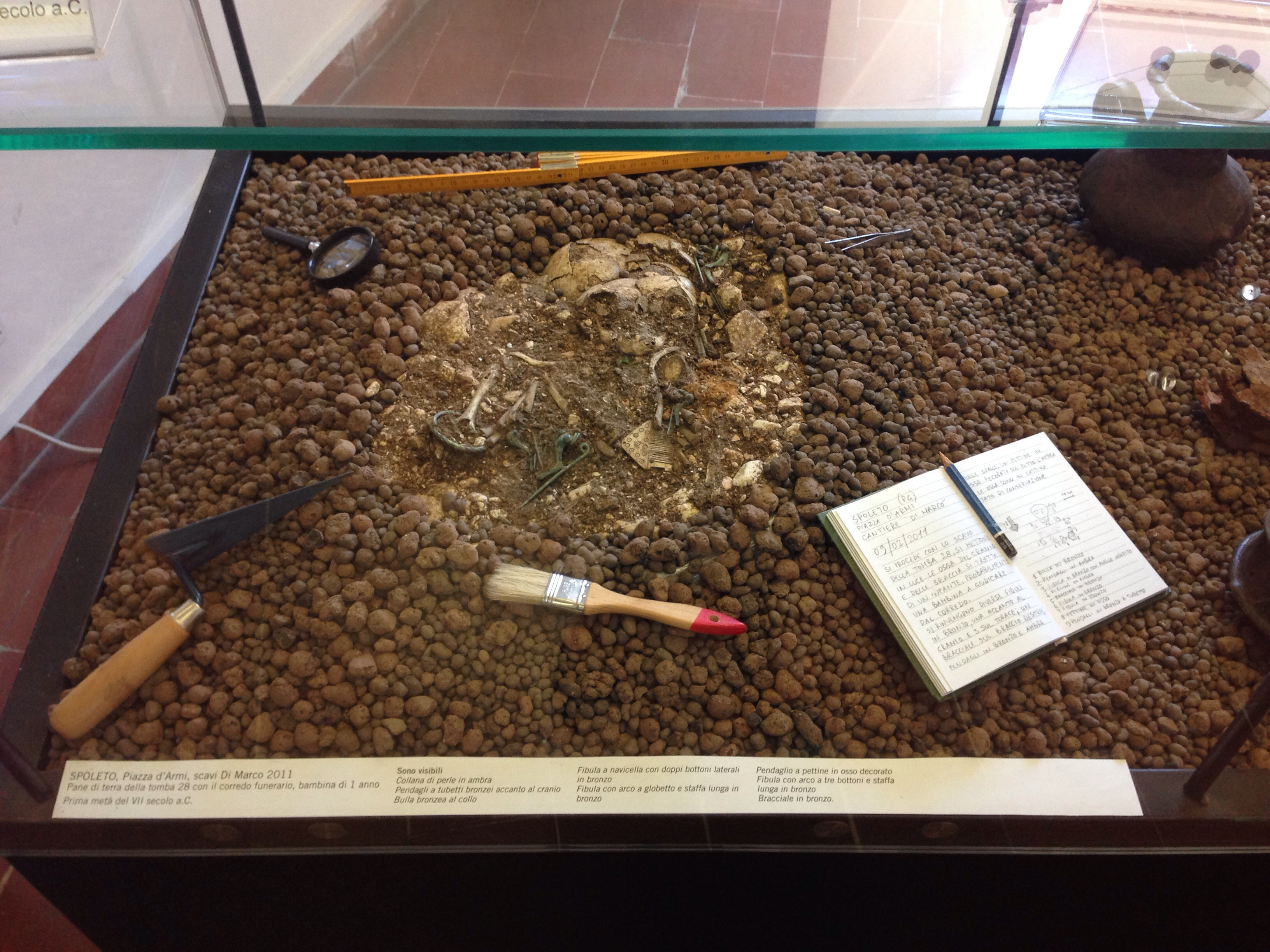
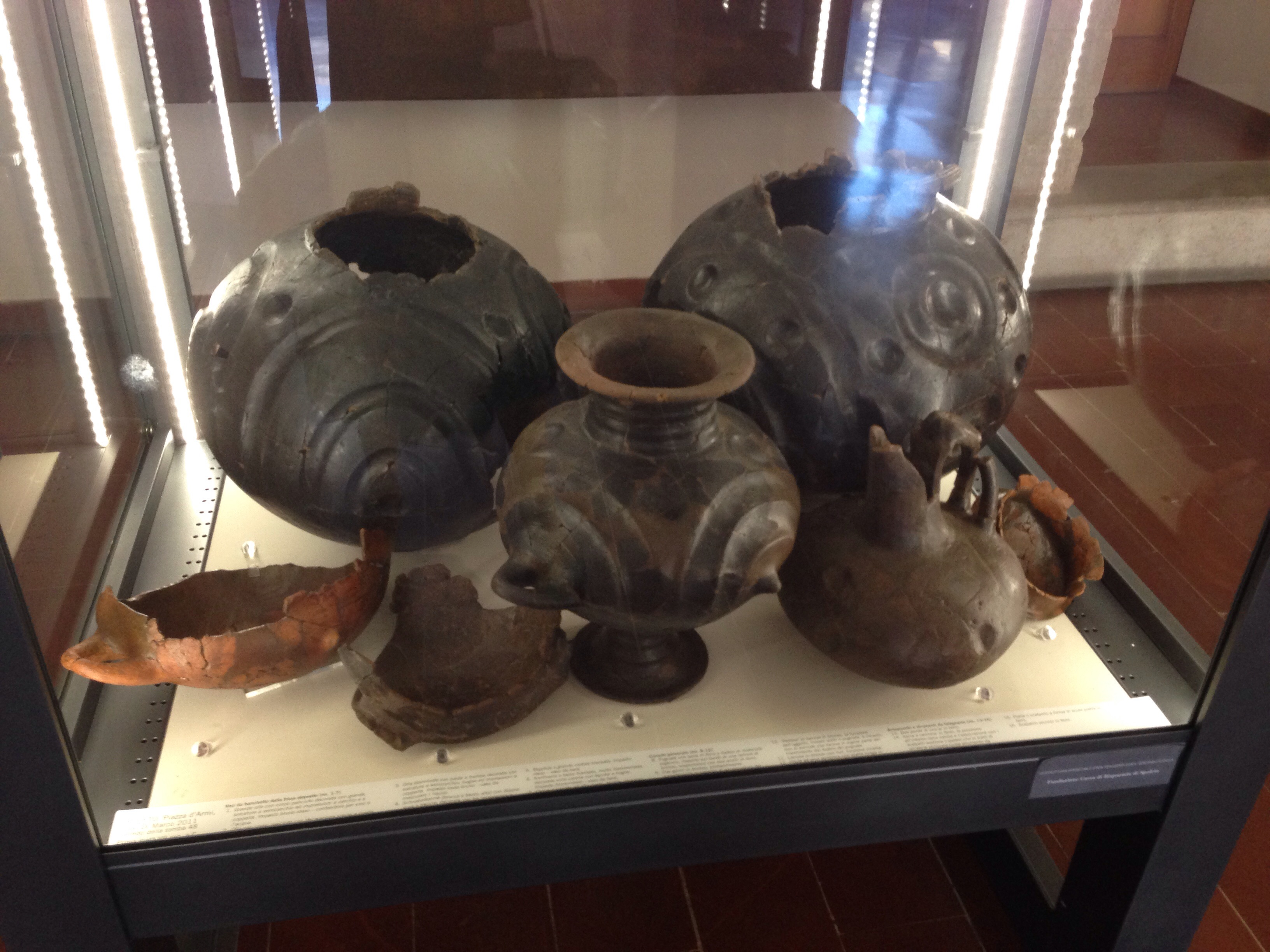
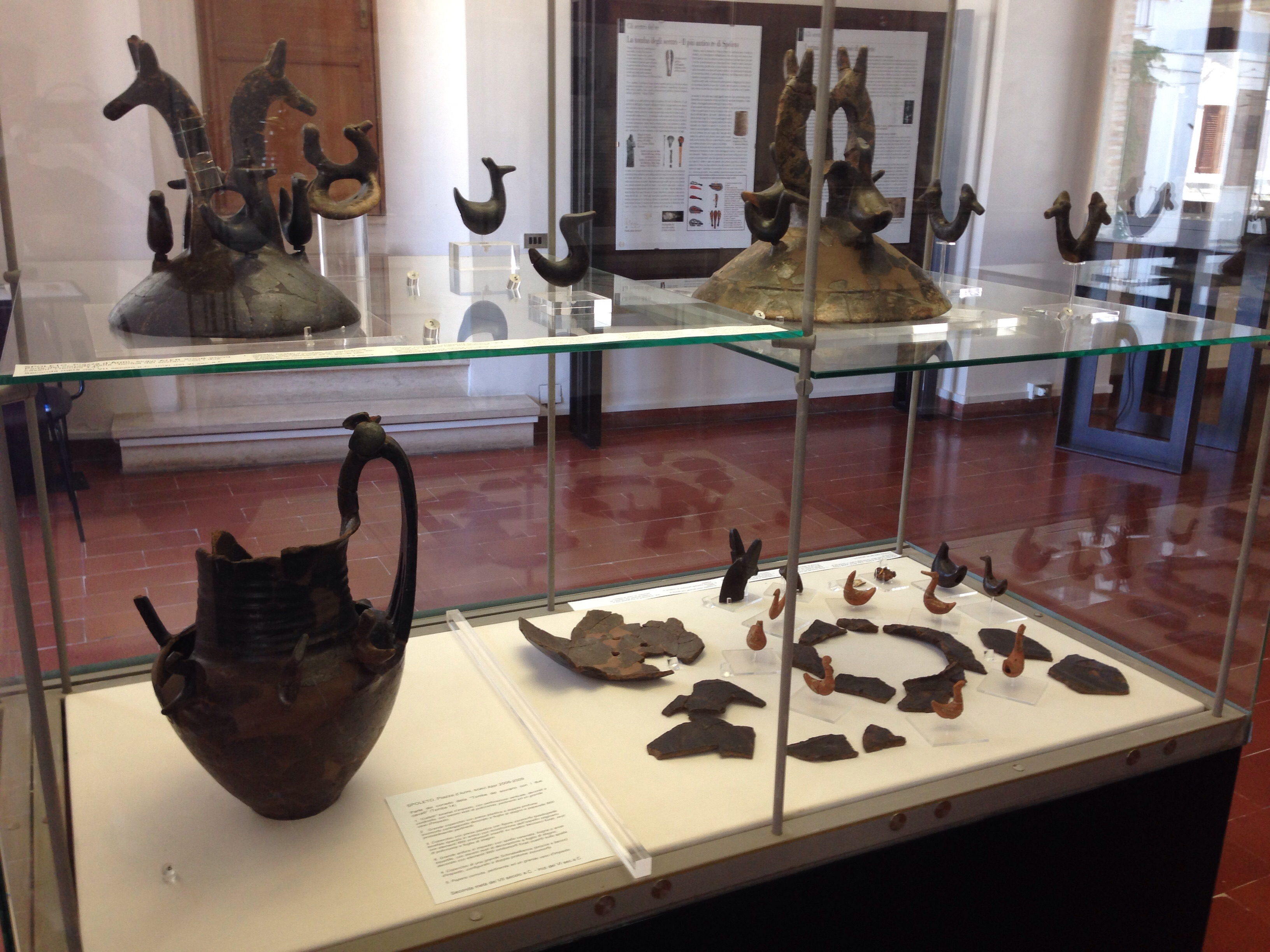
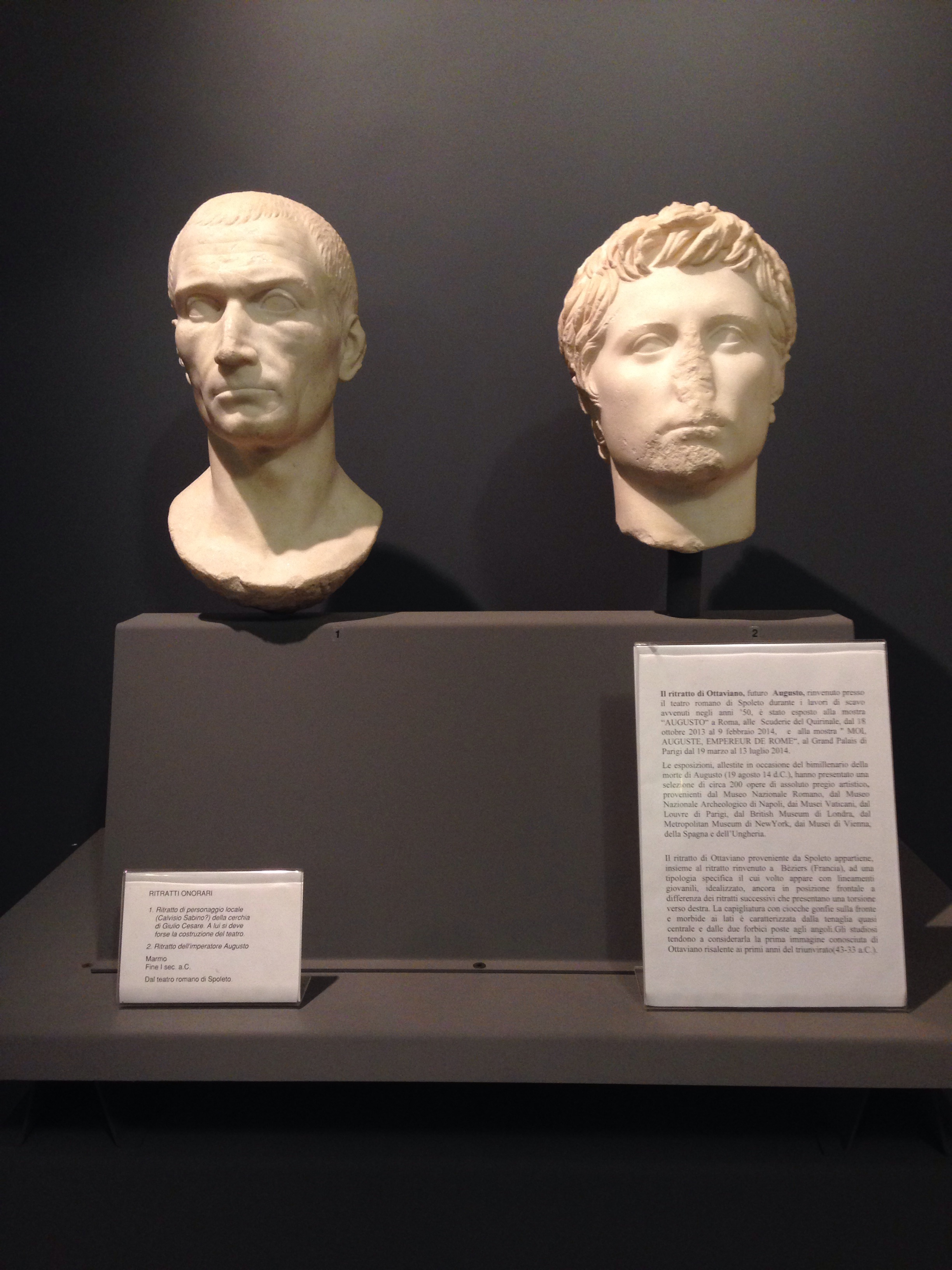